# Olney (Illinois)
Olney es una ciudad ubicada en el condado de Richland en el estado estadounidense de Illinois. En el Censo de 2010 tenía una población de 9115 habitantes y una densidad poblacional de 528,35 personas por km².

## Geografía
Olney se encuentra ubicada en las coordenadas 38°43′45″N 88°5′3″O / 38.72917, -88.08417. Según la Oficina del Censo de los Estados Unidos, Olney tiene una superficie total de 17.25 km², de la cual 17.24 km² corresponden a tierra firme y (0.06%) 0.01 km² es agua.

## Demografía
Según el censo de 2010, había 9115 personas residiendo en Olney. La densidad de población era de 528,35 hab./km². De los 9115 habitantes, Olney estaba compuesto por el 96.43% blancos, el 0.66% eran afroamericanos, el 0.16% eran amerindios, el 1.08% eran asiáticos, el 0.01% eran isleños del Pacífico, el 0.53% eran de otras razas y el 1.13% pertenecían a dos o más razas. Del total de la población el 1.55% eran hispanos o latinos de cualquier raza.